# 배트맨 언리미티드: 기계 대 돌연변이
《배트맨 언리미티드: 기계 대 돌연변이》(영어: Batman Unlimited: Mechs vs. Mutants)는 2016년 배트맨 비디오 애니메이션 영화이다. 《배트맨 언리미티드: 동물적 본능》(2015)와 〈배트맨 언리미티드: 괴물의 혼돈〉(2015)에 이은 마텔사의 배트맨 장난감 라인업 '배트맨 언리미티드'의 홍보 애니메이션 제3탄. 전편의 등장인물과 새 등장인물이 대거 출연한다.

## 성우진
- 로저 크레이그 스미스 - 배트맨
- 오데드 페르 - 미스터 프리즈
- 루시언 도지 - 데이미언 웨인 / 로빈
- 데이나 스나이더 - 사이보그
- 크리스 디아만토풀로스 - 그린 애로우
- 필 러마 - 커크 랭스트롬 박사
- 윌 프리들 - 나이트윙
- 찰리 슐래터 - 플래시
- 카를로스 알라스라키 - 베인
- 존 디마지오 - 킬러 크록
- 데이브 B. 미첼 - 클레이페이스, 체모
- 트로이 베이커 - 조커
- 리처드 엡카 - 제임스 고든 경사